# Муаммар Каддафі
Муа́ммар Кадда́фі (араб. معمر القذافي; 13 вересня 1942 — 20 жовтня 2011) — міжнародний діяч, диктатор Лівії в 1969—2011 роках, також один із найбагатших людей усіх часів.
Повне ім'я — Муаммар Мухаммад абдас-Салам абу-Маньяр аль-Каддафі (араб. معمر محمد عبد السلام أبو منيار القذافي).

## Ранні роки
Народився 13 вересня 1942 року (за іншими даними — 1940 або 1944) в шатрі за 30 км на південь від міста Сирт у бедуїнській родині, що належала до племені аль-Каддафа. Його батько був кочівником, пас верблюдів та кіз. Мати з трьома старшими доньками вела домашнє господарство. Згадуючи своє дитинство та юність, Каддафі зізнався одного дня:
|  | Я виріс у чистім оточенні, що не заражене інфекціями сучасного життя. Я усвідомив умови, в яких жив мій народ, і переніс страждання, що їх він зазнав під гнітом колоніалізму. Молодь у нашому суспільстві поважала людей старшого віку, ми вміли відрізняти добро від зла. |

Каддафі залюбки розповідав про те, яким чудовим було його дитинство:
|  | Ми, бедуїни, втішалися свободою серед природи, все було первісно чисте. Між нами й небом не було жодних перешкод. |

Школярем брав участь у підпільній політичній організації, проводив антиколоніальні демонстрації проти Італії. У 1961 році військовий курсант Муаммар створив підпільну організацію, що ставила за мету скинути монархію, як у сусідньому Єгипті. У жовтні того самого року в місті Себха почалася молодіжна демонстрація на підтримку Алжирської революції. Вона відразу ж переросла в масовий антимонархічний виступ.
Організатором і керівником демонстрації був Каддафі. За це його заарештували, а потім вислали з міста. Далі навчатися довелося в Місураті. Там він уступив до місцевого ліцею, який успішно закінчив 1963 року.
1964 року Муаммар Каддафі закінчив юридичний факультет Лівійського університету й вступив до Військової академії, як він згодом казав, «щоб принести в Лівію політичні зміни». Того самого року на березі моря в невеликому селищі Толмейта під керівництвом Каддафі відбувся перший з'їзд молодих лівійських офіцерів, що поділяли гасла єгипетської революції 1952 року: «Свобода, соціалізм, єдність».
Здібного випускника відправили підвищувати кваліфікацію до Великої Британії. Уперше він став відомий в арабському світі, спрямувавши свій підрозділ (без санкції короля Лівії Ідріса I) на допомогу Насеру в Шестиденну війну 1967 року.

## Революція аль-Фатех
Рано вранці 1 вересня 1969 року загони членів ОСОЮС, під керівництвом створеної в ході підготовки до повстання Ради революційного командування у складі 12 офіцерів на чолі з Каддафі, одночасно почали виступи в Бенгазі, Триполі та інших містах країни. Вони швидко встановили контроль над основними державними та військовими об'єктами. Всі під'їзди до американських баз заздалегідь заблокували.

Багато років опісля Каддафі згадував: 
Рано вранці в ефір вийшло відоме «Комюніке № 1», що починалося словами 27-річного полковника(?) Муаммара Каддафі:
|  | Громадяни Лівії! У відповідь на потаємні сподівання та мрії, що переповнюють ваші серця, у відповідь на ваші безперестанні вимоги змін і духовного відродження, вашу тривалу боротьбу в ім'я цих ідеалів, прислухаючись до вашого заклику про повстання, віддані вам армійські сили узяли на себе це завдання й повалили реакційний та корумпований режим. |

Каддафі також звернувся до «іноземних друзів», що перебували в країні, із закликом далі провадити свою діяльність, обіцяючи їм захист із боку збройних сил. Він відзначив, що події в країні є внутрішньою справою Лівії, їх не спрямовано проти будь-якої держави й вони не зачеплять міжнародних угод і договорів.

## На чолі держави
Одним із перших заходів нового керівництва країни на чолі з Муаммаром Каддафі була евакуація чужинських військових баз із лівійської території. Каддафі тоді сказав:
|  | Або чужинські бази зникнуть з нашої землі, й у такому разі революція триватиме далі, або ж, якщо бази залишаться, революція загине. |

У квітні 1970 року завершено виведення військ із бази ВМС Англії в Тобруці, в червні — з найбільшої в регіоні американської військово-повітряної бази Уїлус-Філд, в передмісті Триполі. Кроки, що послідували за цим: видалення з країни італійських колоністів, поетапна націоналізація власності іноземних нафтових монополій, банків, страхових компаній, перехід на планове господарювання, розробка програм соціального розвитку.
Режим Каддафі в 1970-ті — 1990-ті роки мав багато спільного з іншими такими самими постколоніальними режимами в Африці й на Близькому Сході. Багата природними ресурсами, але зубожіла, відстала, трайбалістська Лівія, з якої в перші роки Каддафієвого керування виганяли атрибути західного життя, оголошено країною особливого напрямку розвитку. Офіційна ідеологія (див. нижче) була сумішшю крайнього етнічного націоналізму, переорієнтованого на плановий соціалізм, державного ісламу та військової диктатури «лівого» штибу з Каддафі на чолі за декларованої колегіальності керування та «народовладдя». Попри це, також те, що Каддафі в різний час підтримував різні радикальні політичні течії, всередині країни його політика в ці роки була відносно поміркована. Опорою режиму була армія, держапарат і сільське населення, для якого ці інститути були фактично єдиним механізмом соціальної мобільності.
У 2000-х роках бродіння в середовищі лівійської еліти, що сформувалася, втрата всіх союзників і неохота Каддафі йти на відкриту конфронтацію із Західним світом призвели до певної лібералізації економіки, а потім і політичного життя країни. До Лівії допущено закордонні компанії, підписано контракти про будівництво газогону до Італії (стосунки між колишньою колонією та метрополією до цього були вкрай натягнуті). Загалом, Лівія, хоч і з великим затриманням, пішла шляхом Єгипту Хосні Мубарака. Зміни економічного й політичного курсу, що супроводилися грамотною пропагандою, дозволили Каддафі залишитися при владі й уникнути долі Анвара Садата або Саддама Хусейна.

### «Джамахірія»— Третя світова теорія
Муаммар Каддафі підтримував тісні зв'язки з єгипетським президентом Гамалем Абдель Насером. Обидва лідери намагалися збудувати соціалістичне суспільство, засноване на ісламі, моралі й патріотизмі. Проте погіршення стосунків із Єгиптом після смерті Насера та зближення його наступника Садата зі США й Ізраїлем спонукало Каддафі на початку 70-х років сформулювати свою власну ідеологію.
Своєрідну концепцію суспільного розвитку, що висунув Каддафі, викладено в його головній праці — «Зеленій книзі», де ідеї ісламу переплітаються з теоретичними засадами російських анархістів Кропоткіна і Бакуніна. Джамахірія (офіційна назва державного ладу Лівії) в перекладі з арабської мови означає «владу народних мас». Саїд Гафуров указував:
|  | Цікаво відзначити, що семантика слова «Джамахірія» пов'язана з категоріями, які Кропоткін уважав за первісні форми анархізму. Наприклад, він відзначав, що український історик Костомаров використовував категорію «народовладдя», що сповна може бути вдалим перекладом арабського слова-новотвору "Джамахірія" українською мовою. |

У березні 1977 року на надзвичайній сесії ВНК, що відбулася в Себхі, ухвалено Декларацію, яка проголосила нову назву країни «Соціалістична Народна Лівійська Арабська Джамахірія» (СНЛАД), що її законодавство ґрунтується на Корані, а політичний устрій — на прямому народовладді. Рада революційного командування й уряд розпущено. Замість них створювали нові інститути, що відповідні «джамахірійській» системі.

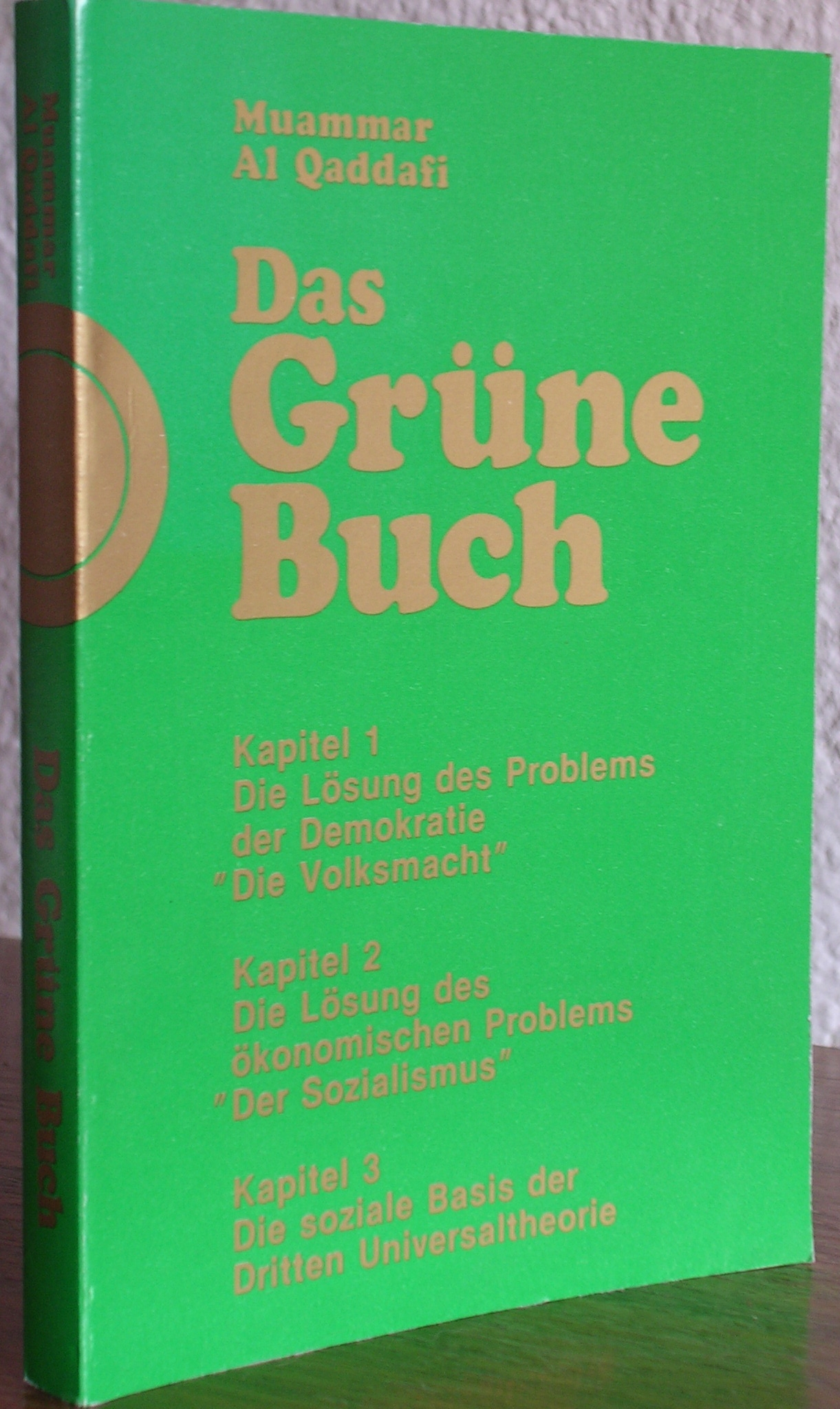
Зелена книга

Загальний народний конгрес оголошено найвищим органом законодавчої, а утворений ним замість уряду Найвищий народний комітет — виконавчої влади. Міністерства замінювано народними секретаріатами, на чолі яких створювано органи колективного керівництва, — бюро. Амбасади Лівії в інших країнах також перетворилися в народні бюро. Очільника держави в Лівії, відповідно до принципу народовладдя, не існує. Проте найвищий законодавчий орган — Загальний народний конгрес — не зміг вибрати свого голову. У генеральний секретаріат ВНК обрано Каддафі (генеральний секретар) і чотирьох його найближчих соратників — це майор Абдель Салам Ахмед Джеллуд, генерали Абу Бакр Юнес Джабер, Мустафа аль-Харрубі й Хувейлді аль-Хмейді.
Рівно за два роки п'ятірка керманичів пішла у відставку з державних посад, поступившись ними професійним керувальникам. З того часу Каддафі офіційно йменовано Лідером лівійської революції, а всю п'ятірку вождів — Революційним керівництвом. У політичній структурі Лівії з'явилися Революційні комітети, покликані провадити через систему народних конгресів політичну лінію революційного керівництва. Муаммар Каддафі офіційно є лише лідером лівійської революції, хоча його реальний вплив на процес ухвалення політичних, економічних і військових рішень насправді високий.
Муаммар Каддафі виступав за демократичний розв'язок палестино-ізраїльського конфлікту шляхом створення єдиної арабо-єврейської держави під умовною назвою «Ізратіна».

### Переслідування опозиціонерів
Попри здійснення великих перетворень, на заході Муаммара Каддафі вважали за ще одного диктатора арабського світу. Проте за перші сім років керівництва полковника в Лівії, за деякими відомостями, не було жодної страти. Ситуація змінилася на початку 1980-х років. Каддафі розпочав переслідувати опозиціонерів не лише на території Лівії, але й за її межами. Відбулося декілька вбивств, що викликали міжнародний скандал. Лівійські спецслужби знищили як реальних, так і передбачуваних «ворогів» Лівійської Арабської Джамахірії. Сам Каддафі одного дня заявив:
|  | Мій народ має право знищити противників усередині й за межами країни. Навіть у денний час. |

На відміну від інших керманичів Сходу, лідер лівійської революції проявляв величезну поблажливість до дисидентів. У 1988 році Муаммар Каддафі розпорядився зламати бульдозером браму в'язниці Фурнаш у Триполі та звільнити 400 ув'язнених. За декілька днів він привселюдно розірвав «чорні списки» осіб, що підозрювано в дисидентській діяльності.

### Вигнання людей
Муаммар Каддафі неодноразово виганяв десятки тисяч своїх співплеменців, переважно єгиптян і «палестинських» арабів, а також декілька десятків тисяч етнічних африканців. Вигнання супроводилося публічним лінчуванням лівійськими арабами темношкірого населення і масовими погромами. 7 жовтня 1970 з Лівії вигнано італійських поселенців. Цей день оголошено «днем помсти».
У 2001 році лівійський лідер закликав мешканців Африки вигнати білих із Чорного континенту. На його думку, за тривале використання природних ресурсів біла раса повинна виплатити корінному населенню Африки грошову компенсацію.

### Замахи та змови
Муаммар Каддафі пережив не один замах на своє життя. Він був один із тих лідерів, чиє життя перебувало в постійній небезпеці. У 1979 році організація ісламських фундаменталістів, що базувалася в Каїрі, засудила Каддафі й низку його соратників до смерті. Лівійський опозиціонер Мухаммед Йоссеф Магариф організував «Національний Фронт Порятунку Лівії», метою якого було оголошено скинути режим і вбити Каддафі. Окрім них, загроза життю полковникові Каддафі йшла й від зовнішніх сил. Так 1981 року Муаммар Каддафі та президент Судану Джафар Німейрі привселюдно засудили одне одного до смерті. До найвідоміших спроб замаху і змов проти Каддафі можна віднести:
- У червні 1975 під час військового параду здійснено невдалу спробу обстріляти трибуну, на якій перебував лідер революції Муаммар Каддафі.
- У липні 1975 група реакційних офіцерів на чолі з О. Мохейші зробила спробу військового заколоту, але змова провалилася. Керівники змовників втекли за кордон.
- У лютому 1996 сталася чергова спроба замаху на Муаммара Каддафі, санкційована від британської розвідки Мі-6, коли він їхав джипом у колоні машин поблизу міста Сирта. Під однією з машин вибухнула бомба, що встановили члени Ісламської групи, загинуло декілька охоронців Каддафі. Але змовники переплутали машину лівійського лідера, й Каддафі не постраждав.[22]

### Громадянська війна в Лівії
17 лютого 2011 року розпочалися головні політичні протести проти уряду Каддафі. Протягом наступних тижнів, попри жорсткий опір уряду, ці протести щоразу більше розросталися. В кінці лютого країна потонула в хаосі, а кількість загиблих під час повстань наближалася до тисячі осіб.
На березень 2011 року масові повстання перейшли у стан громадянської війни, водночас з іншими подіями так званої «Арабської весни». 17 березня 2011 року ООН вирішила вдатися до серії заходів із захисту цивільного населення Лівії, в тому числі й заборонити польоти Каддафієвої авіації над Лівією.
27 червня 2011 року Міжнародний кримінальний суд видав ордер на арешт Муаммара Каддафі разом із його сином, а також голови розвідки, звинувативши їх у злочинах проти людяності впродовж громадянської війни в Лівії. Довгий час він переховувався.
20 жовтня 2011 року агенція Reuters із посиланням на представника Національної тимчасової ради, повідомила, що Муаммар Каддафі, якого захоплено в місті Сирт, помер від поранень, яких він мав декілька — в обидві ноги та голову. Місто Сирт було останнім оплотом прихильників Каддафі. Його захоплено раніше, в четвер, 19 жовтня.

## Муаммар Каддафі і Україна
Лівія під керівництвом Каддафі 24 грудня 1991 року визнала Україну. Муаммар Каддафі зустрічався з трьома президентами України.
11 жовтня 2003 року відбулася зустріч президента України Леоніда Кучми з лідером Лівії у Триполі. Каддафі нагородив Кучму Орденом Великої Вересневої революції I ст. від лідера України він у відповідь отримав Орден Князя Ярослава Мудрого I ст.
7—8 квітня 2008 року Віктор Ющенко перебував з офіційним візитом у Триполі. Під час зустрічі з Муаммаром Каддафі президента України було нагороджено Орденом Великої Вересневої революції I ст. Від Українського лідера Каддафі отримав Орден Богдана Хмельницького I ст.
4—6 листопада 2008 року Каддафі перебував у Києві з робочим візитом. Лівійського лідера зустріли 21 артилерійським залпом. Відбулася зустріч двох лідерів країн у форматі «віч-на-віч». Після завершення візиту Каддафі на пресконференції сказав, що вважає українську націю креативною.
25 травня 2009 року Прем'єр-міністр України Юлія Тимошенко перебувала з візитом у Лівії з нагоди Дня Африки. Під час півгодинної зустрічі Тимошенко подарувала Муаммару Каддафі шаблю.
1 вересня 2009 року Тимошенко відвідала святкування на честь 40-річчя Вересневої революції. Вона була єдиним європейським керівником, який прибув на свято. Її було нагороджено Орденом Великої Вересневої революції. Під час візиту Юлію Тимошенко випадково назвали колишнім прем'єр-міністром України, хоча на той час вона ще обіймала цю посаду.
Під час візиту Миколи Азарова до Лівії 3 грудня 2010 року Муаммар Каддафі відмовився з ним зустрітися.
У серпні 2018 року в ЗМІ з'явилася інформація, що Каддафі фінансував передвиборчу кампанію Тимошенко 2010 року. На неї Каддафі витратив 4 мільйони євро. Цю інформацію вперше оприлюднила арабська газета Asharq Al-Awsat. Їм це розповів на умовах анонімності помічник сина диктатора. Прессекретар Тимошенко Марина Сорока сказала, що ця інформація не є правдивою. НАБУ розпочало перевірку.
Також Муаммар Каддафі використовував літак Українського виробництва Ан-74ТК-300 збудований лише в трьох екземплярах. У квітні 2019 його помітили на ремонті в приватній компанії в Одесі.

## Нагороди
- Софійська медаль пошани (Народна Республіка Болгарія, 1978) — позбавлено нагороди 2007 року на знак протесту проти смертного вироку п'ятьом болгарським медсестрам, що їх у Лівії звинувачено в зараженні ВІЛ 400 місцевих дітей[39].
- Орден князя Ярослава Мудрого I ст. (Україна, 2003)[40] — за визначний особистий внесок у розвиток українсько-лівійських відносин.
- Орден Богдана Хмельницького I ст. (Україна, 2008)[41] — за визначний особистий внесок у розвиток українсько-лівійських відносин (при цьому законом «Про державні нагороди України» та статутом ордена передбачено нагородження орденом Богдана Хмельницького лише громадян України за особливі заслуги в захисті державного суверенітету, територіальної цілості, у зміцненні обороноздатності та безпеки України[42][43]).
- Орден Визволителя (Венесуела, 2009)[44].
- Перший виключенний (07.04.2011) Почесний доктор Білоруського державного університету інформатики та радіоелектроніки.